# Scorpaena ascensionis
Scorpaena ascensionis är en fiskart som beskrevs av Eschmeyer, 1971. Scorpaena ascensionis ingår i släktet Scorpaena och familjen Scorpaenidae. Inga underarter finns listade i Catalogue of Life.